# 台視國際台
台視國際台（TTV World）是臺灣電視公司（台視）的國際頻道，台灣時間2005年10月25日17時整開播，2016年11月28日停播，內容以重播台視主頻歷年來播出的曾經締造高收視率的戲劇、綜藝、社教等節目為主。

## 歷史

台視國際台第一至三代標誌

台視國際台開播初期，通過使用亞太5號通信衛星C頻段的「I-Sky-Net」直播衛星服務，向全亞洲收費播出，主要服務海外華人。
2006年1月4日，原本由台視文化公司經營並在台視無線數位電視第三頻道傳送的客家電視台，由於行政院客家委員會辦理的客家電視台製播採購案公開招標由東森電視得標而停播。由於《廣播電視法》規定數位電視頻道經營者不得經營非本公司的頻道，無線數位電視頻道經營者亦不得對外轉租無線數位電視頻道，因此東森電視經營的客家電視台不能在台視無線數位電視第三頻道播出而產生空缺，台視無線數位電視第三頻道隨即改播台視國際台；至此，台視國際台在台灣及海外同步可以收到節目訊號。之後，為了能在無線數位電視頻段播出只取得台灣公開播映權的戲劇，台視國際台分為台灣播出的和海外播出的版本，分別通過無線數位和衛星數位的方式傳送；台灣版會播出一些日劇、韓劇，海外版則是播出已取得全球公開播映權的連續劇。 當時台視雖然有意重新規劃無線數位電視第三頻道的頻道屬性與節目內容，但因當時台視即將實施「公股釋出」（釋出政府持股），為了尊重公股釋出後的新經營團隊，2006年3月台視向國家通訊傳播委員會（NCC）提出申請；NCC同意，台視得於新經營團隊組成後三個月內重新規劃無線數位電視第三頻道內容，規劃後呈報備查。
2006年4月至2007年2月27日，台視授權中華電信《HiNet直播網》（weblive.hichannel.hinet.net，現已裁撤）提供台視國際台網路直播，費率為月付新台幣66元。2006年5月2日，《台視全球資訊網》上的台視國際台一週節目表，開始分為台灣版與海外版。2007年2月1日，新加坡納入台視國際台收視範圍。2007年12月31日凌晨，台灣版的台視國際台停播，同時開播新頻道台視健康娛樂台（今台視綜合台）；海外版的台視國際台則繼續在亞太五號衛星C頻段的「I-Sky-Net」直播衛星服務播出。
2010年3月1日，台視國際台進入日本HOP TV，取代東風亞洲台。2010年4月1日，台視國際台停止在I-Sky-Net播出，改為在JCSAT-3A衛星的台亞衛星通訊衛星平台上鏈播出。2012年12月29日，台視國際台結束在新加坡星和視界將近一年的無償播出。2013年11月26日，台視國際台在新加坡電信旗下的mio TV第528台上架。
台灣时间2016年11月28日3時整，台视国际台停播。

## 外部連結
- 台視國際台部落格